# Zebra F.C.
Zebra Futebol Clube é uma equipa de Timor-Leste, da cidade de Baucau. Disputa atualmente a segunda divisão nacional.
Em 2005, tornou-se o primeiro clube timorense a participar oficialmente de um torneio asiático, o Campeonato de Clubes da ASEAN, no qual venceu uma de suas três partidas da fase de grupos.

## Participação em Competições

### Super Liga Timorense
- Super Liga 2005-06: Semifinal (4º colocado)

### Liga Futebol Amadora
- Liga Amadora 2016 (2ª Divisão): Vice-campeão (promovido)
- Liga Amadora 2017 (1ª Divisão): 7º colocado (rebaixado)
- Liga Amadora 2018 (2ª Divisão): 4º colocado
- Liga Amadora 2019 (2ª Divisão): 5º colocado (grupo A)

### Taça 12 de Novembro
- Taça 12 de Novembro de 2016: Eliminado na primeira fase
- Taça 12 de Novembro de 2017: Eliminado na segunda fase
- Taça 12 de Novembro de 2018: Eliminado na segunda fase
- Taça 12 de Novembro de 2019: Eliminado na primeira fase

### Copa FFTL
- Copa FFTL de 2020: Eliminado na primeira fase (grupo A)

### Campeonato de Clubes da ASEAN
- 2005: Eliminado na primeira fase (grupo A)